# Baksteen

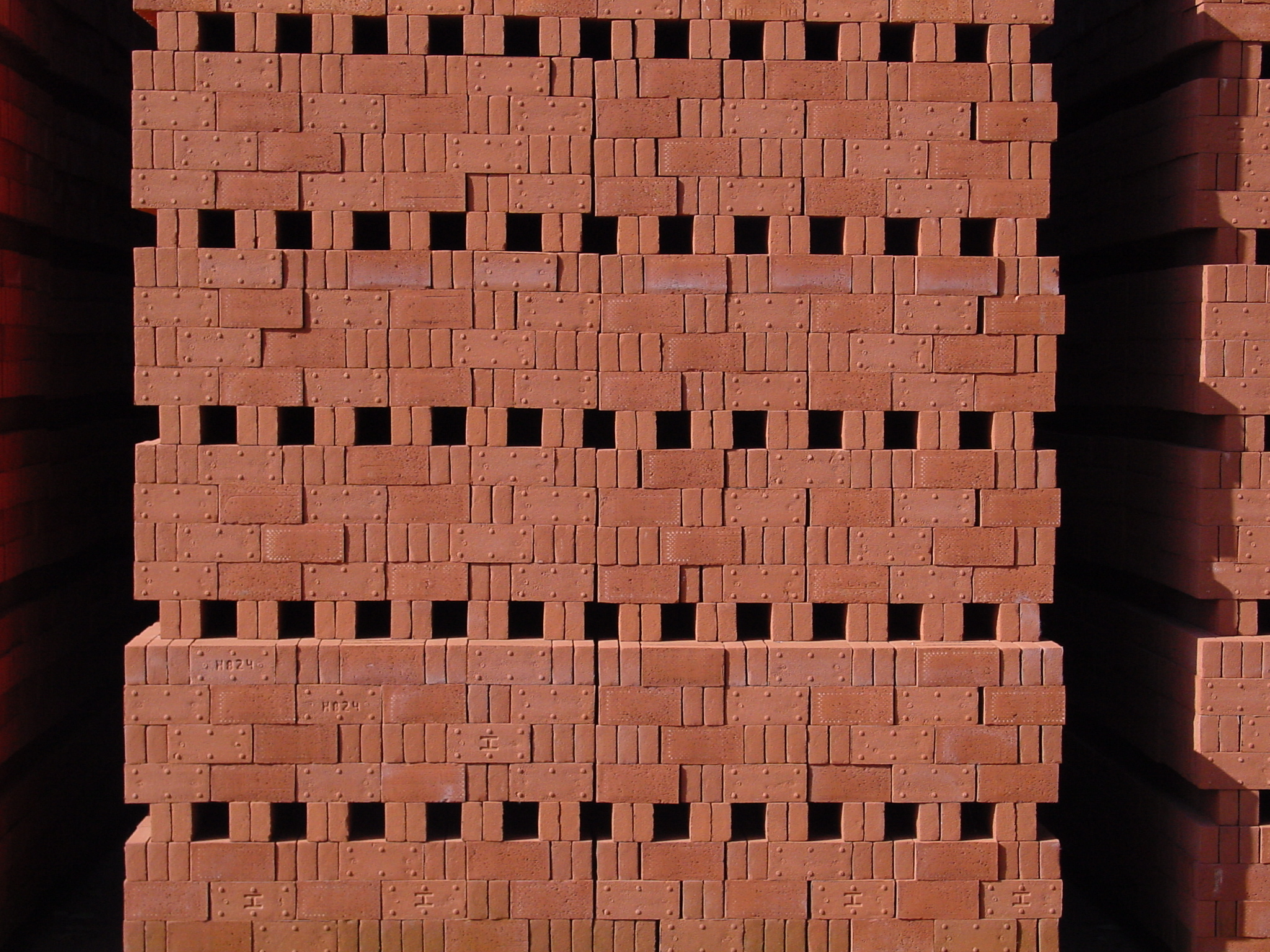
Fabrieksstenen

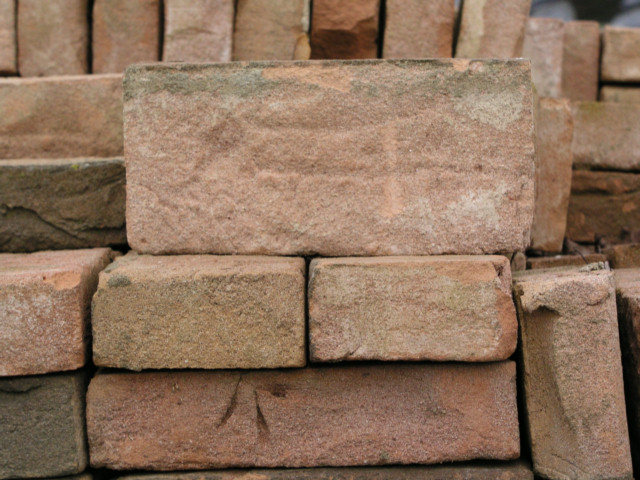
Handvormstenen

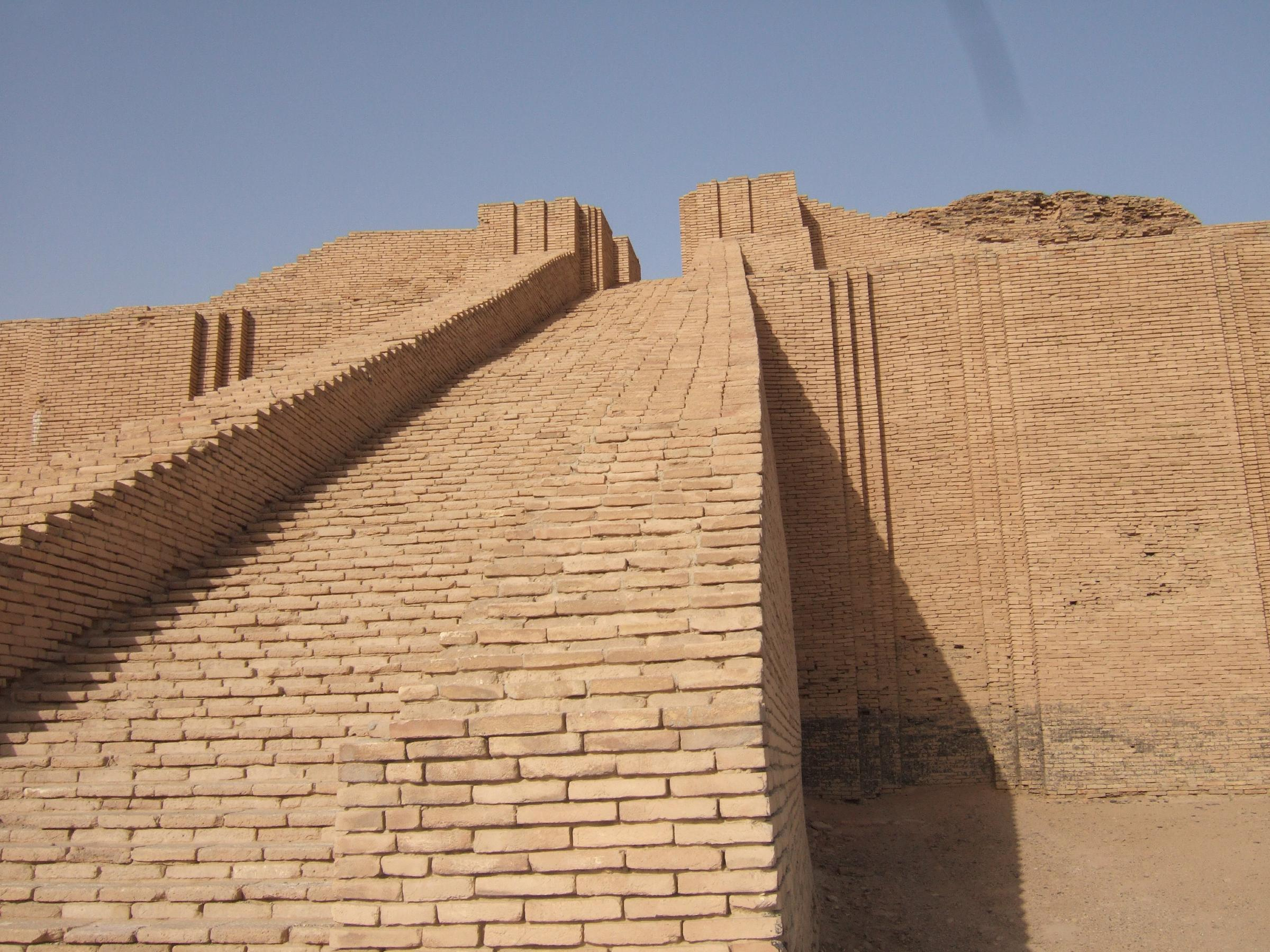
Baksteen werd al toegepast bij de bouw van tempeltorens in Mesopotamië (reconstructie)

Een baksteen is een uit klei gebakken steen die wordt toegepast voor de constructie van onder meer muren (gevelbaksteen) of in bestratingen (straatbaksteen of klinker).

## Geschiedenis
De eerste gebakken stenen zijn gevonden in Mesopotamië en dateren van ongeveer 5000 v. Chr. Het duurde echter nog tot circa 3000 v. Chr. voordat ze op grotere schaal als bouwmateriaal werden gebruikt. In eerste instantie werden stenen met de hand gevormd uit een bal klei, maar al snel deed de vormbak zijn intrede, waarmee series stenen gemaakt kunnen worden van (ongeveer) gelijke afmetingen en structuur. 
In Europa werd baksteen voor het eerst door de Romeinen op grote schaal toegepast. De Romeinse bakstenen waren veel dunner dan eerdere en latere bakstenen, ze leken meer op tegels. Na het vertrek van de Romeinen raakte de techniek echter weer in onbruik. Vanaf de 13e eeuw werd het steenbakken weer opgepakt door monniken. De Friese kloosterorden, die contact hadden met het verre Italië, waar de baksteentechniek bewaard was gebleven, herintroduceerden de technologie begin  13e eeuw. De eerste vermeldingen van bakstenen in het zuiden van de Nederlanden verwijzen naar Veurne (Ter Duinen in 1215), Lissewege (Ter Doest in 1225), Hemiksem (abdij in 1246). Men sprak dan al gauw van ‘kloosterstenen’ of ‘kloostermoppen’. In West-Vlaanderen wordt ook de term ‘papesteen’ gebruikt.
Het gebruik van baksteen nam in de middeleeuwen sterk toe toen de bouw van houten huizen vanwege brandgevaar in de steden werd verboden (verstening). Dat is terug te zien in de zogenaamde baksteengotiek. Het gebruik van baksteen is vanaf die tijd in Nederland altijd gebleven vanwege de goede gebruikservaring en de ruime beschikbaarheid van klei die via de grote rivieren wordt afgezet in de uiterwaarden. 
In de 17e en 18e eeuw werden bakstenen als ballast gebruikt voor de handelsschepen van de West-Indische Compagnie, die onder meer naar Suriname voeren. Dit is de reden dat veel huizen in Paramaribo een fundering van baksteen hebben, die beter bestand is tegen het hoge grondwater dan een fundering van houten palen. Ook Fort Zeelandia is van baksteen gebouwd.
Bij de wederopbouw na de Tweede Wereldoorlog heeft baksteen in Nederland een hoge vlucht genomen. Dit resulteerde in een schaalvergroting van de traditioneel kleine bedrijven die bakstenen produceerden. Baksteen is nog steeds een populair bouwmateriaal vanwege de grote variëteit aan soorten, formaten, texturen en kleuren, en de lage onderhoudsbehoefte. In Nederland zijn in 2010 ongeveer 35 steenfabrieken in bedrijf, die gezamenlijk 1,1 miljard bakstenen per jaar maken.

## Fabricage
De volgende stappen worden doorlopen om van klei een baksteen te maken: de kleiwinning, de opslag, het voorbewerken, het vormen, het drogen en het bakken.

### Kleiwinning
De belangrijkste grondstof voor baksteen is klei. De klei kan rivierklei uit de uiterwaarden zijn of zeeklei van de kuststreken. Er bestaan ook kleilagen die in het verleden gevormd zijn door wind- of landijsafzettingen. In Nederland wordt hoofdzakelijk rivierklei gebruikt. De kleisamenstelling bepaalt grotendeels de kleur van het uiteindelijke product. IJzerhoudende klei geeft de baksteen na het bakken een rode kleur en kalkhoudende klei meer een gele kleur. De kleisamenstelling en het bakproces bepalen voor een belangrijk gedeelte de kwaliteitseigenschappen van de stenen, zie verder op bij het kopje kwaliteit. Voor de selectie van geschikte kleisoorten worden daarom eerst grondmonsters genomen en onderzocht. Met vrachtauto's of per schip wordt de klei na het ontgraven naar opslag van de fabriek vervoerd. De gaten die achterbleven bij de kleiwinning in de uiterwaarden worden tichelgaten genoemd. De kleiwinning uit de uiterwaarden gebeurt in de 21e eeuw zorgvuldiger, rekening houdend met de natuurwaarden en het cultuurlandschap. Daarbij werken de aannemers volgens een gedragscode. De kleiwinningsgebieden krijgen na het vergraven meestal een bestemming als natuurgebied.
Bakstenen werden van oorsprong genoemd naar de plaats van herkomst. Waalsteen werd gemaakt van door de Rijn aangevoerd kleislib (Rijnklei), afkomstig uit de omgeving van de rivier de Waal. IJsselsteen was afkomstig van de Hollandse IJssel. Zie de lijst van baksteenformaten voor andere benamingen.

### Opslag
Om de variaties in kleisamenstelling en korrelverdeling te egaliseren wordt de voorraad klei systematisch en gecontroleerd opgebouwd. De klei wordt enige tijd in horizontale lagen opgestapeld die kleibulten of kleidepot worden genoemd. Dat is ook nodig om de organische bestanddelen (plantenresten) de tijd te geven om weg te rotten. Als ze in de klei blijven kunnen de stenen opgeblazen of gebroken worden door gasvorming. Door de berg verticaal af te graven ontstaat al een grove menging van de verschillende kleilagen.

### Voorbewerken
Voordat de klei gebruikt kan worden voor het maken van bakstenen, worden steentjes en eventuele metaaldelen uit de klei met een elektromagneet verwijderd. Daarna wordt de klei gekneed en gemalen. Het kneden en malen en het toevoegen van water en stoom hebben tot doel de kleimassa homogeen te maken en haar de plasticiteit te geven die voor het vormen van de stenen noodzakelijk is. Ook door toevoegingen geeft men de kleimassa bepaalde gewenste hoedanigheden. Zo worden vette kleisoorten 'vermagerd' door toevoeging van zand en geeft bijvoorbeeld mangaanerts de baksteen een bepaalde kleur.

### Vormen

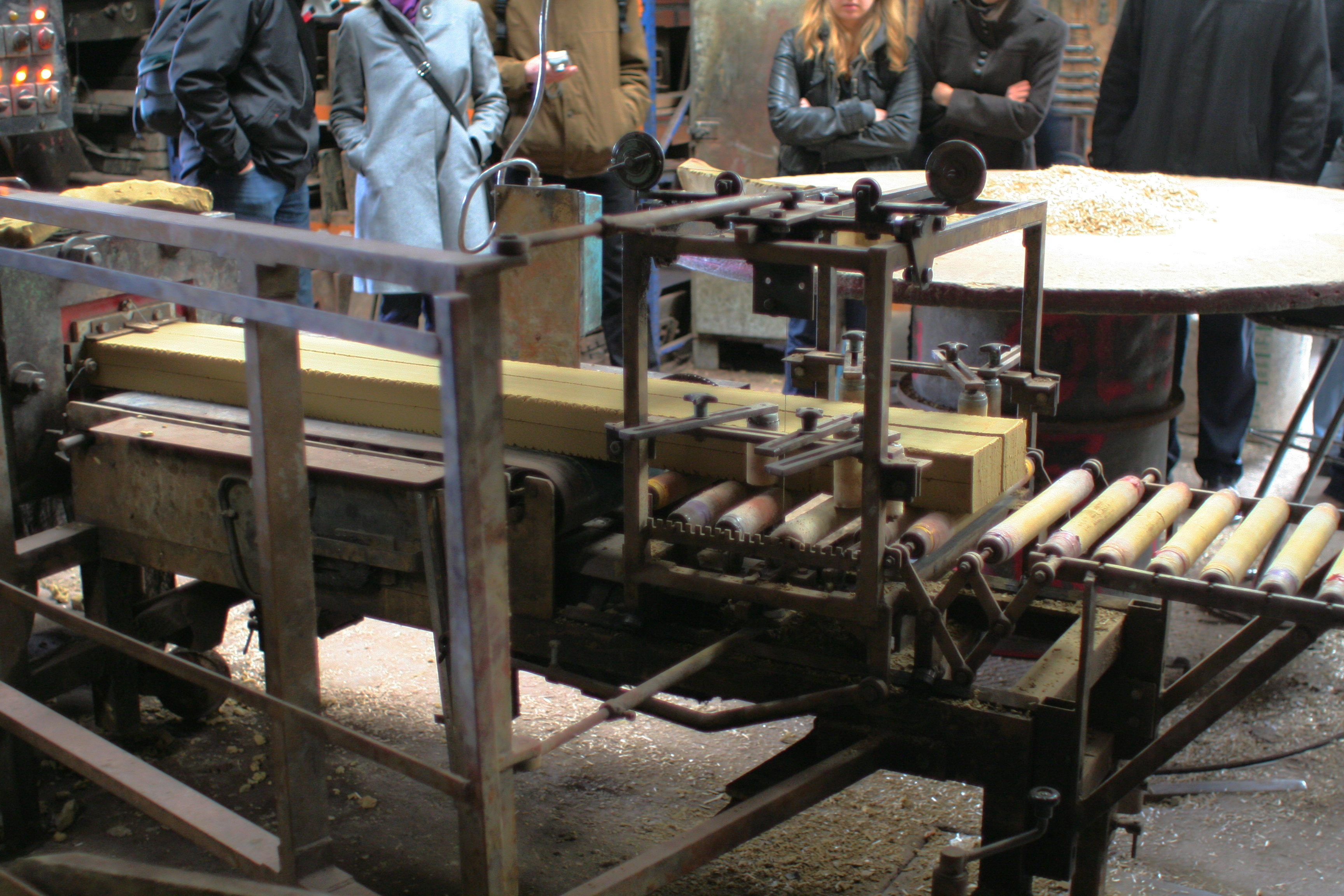
Strengpers in de Tuilerie de la Bretèche, een Franse steenfabriek, monument sinds 1999. Het dradenkruis links, bij het mondstuk, verdeelt de streng in de lengterichting, de draad rechts kort hem af.

Er zijn verschillende manieren om een baksteen zijn rechthoekige vorm te geven:
- Door middel van een vormraam of vormbak die volgeperst wordt met klei. De vormen worden voor het vullen in water gedompeld (vormraam) of met zand of zaagsel (vormbak) bestrooid zodat de stenen makkelijk loslaten. De overtollige veelal rivierklei wordt daarna afgestreken. Dit type baksteen noemt men handvorm. Handvorm gemaakt in een vormbak en bezand is het meest algemeen. Ook wordt de kleibal wel in zaagsel gewenteld. Oorspronkelijke handvormstenen gemaakt in een bodemloze bak, een vormraam of met zaagsel in een vormbak, kenmerken zich door de originele kleur van de scherf. De kleur wordt bij deze wijze van werken niet versluierd door het zand.
- Door middel van een strengpers. Dit is een kleimachine die een oneindige streng klei levert. Op een lopende band wordt deze op de gewenste steenhoogte afgesneden. Met een strengpers worden veelal geperforeerde stenen vervaardigd.

Ongebakken baksteenvormige kleiblokken heten vormelingen.

### Drogen
Voordat de vormelingen de oven ingaan om gebakken te worden, moeten ze eerst een aanzienlijk deel van het water dat de klei nog steeds bevat verliezen. Het gevaar zou anders bestaan dat de stenen bij het bakken zouden gaan barsten.
In moderne steenbakkerijen worden de vormelingen kunstmatig gedroogd in droogkamers of droogtunnels waar het proces regelmatig en verloopt in meestal 2 tot 4 dagen, in ambachtelijke bakkerijen worden de stenen in de open lucht, soms onder een afdak, gedroogd, dit duurt 1 tot 3 weken, afhankelijk van formaat en klimaat.

### Bakken
Na gedroogd te zijn worden de gevormde bakstenen gebakken. Dit bakken of stoken gebeurde vroeger in periodieke ovens (veldovens); in de 2e helft van de 19e eeuw werd overgegaan op continu brandende ringovens, zigzagovens en vlamovens. Na de Tweede Wereldoorlog komen tunnelovens in gebruik. Bij het bakken is het belangrijk dat de temperatuur niet te snel stijgt, anders is het mogelijk dat de buitenkant van de stenen al uitgebakken is en het binnenste niet, waardoor de stenen door overdruk bol worden of zelfs kunnen barsten. Zowel het op baktemperatuur (tot tussen de 900 en 1100 °C afhankelijk van de kleisoort) brengen als het daarna afkoelen, mag niet te snel gaan. Door het bakken verglazen de zandkorrels in de klei, waardoor er een harde baksteen ontstaat.

## Het uiterlijk van baksteen

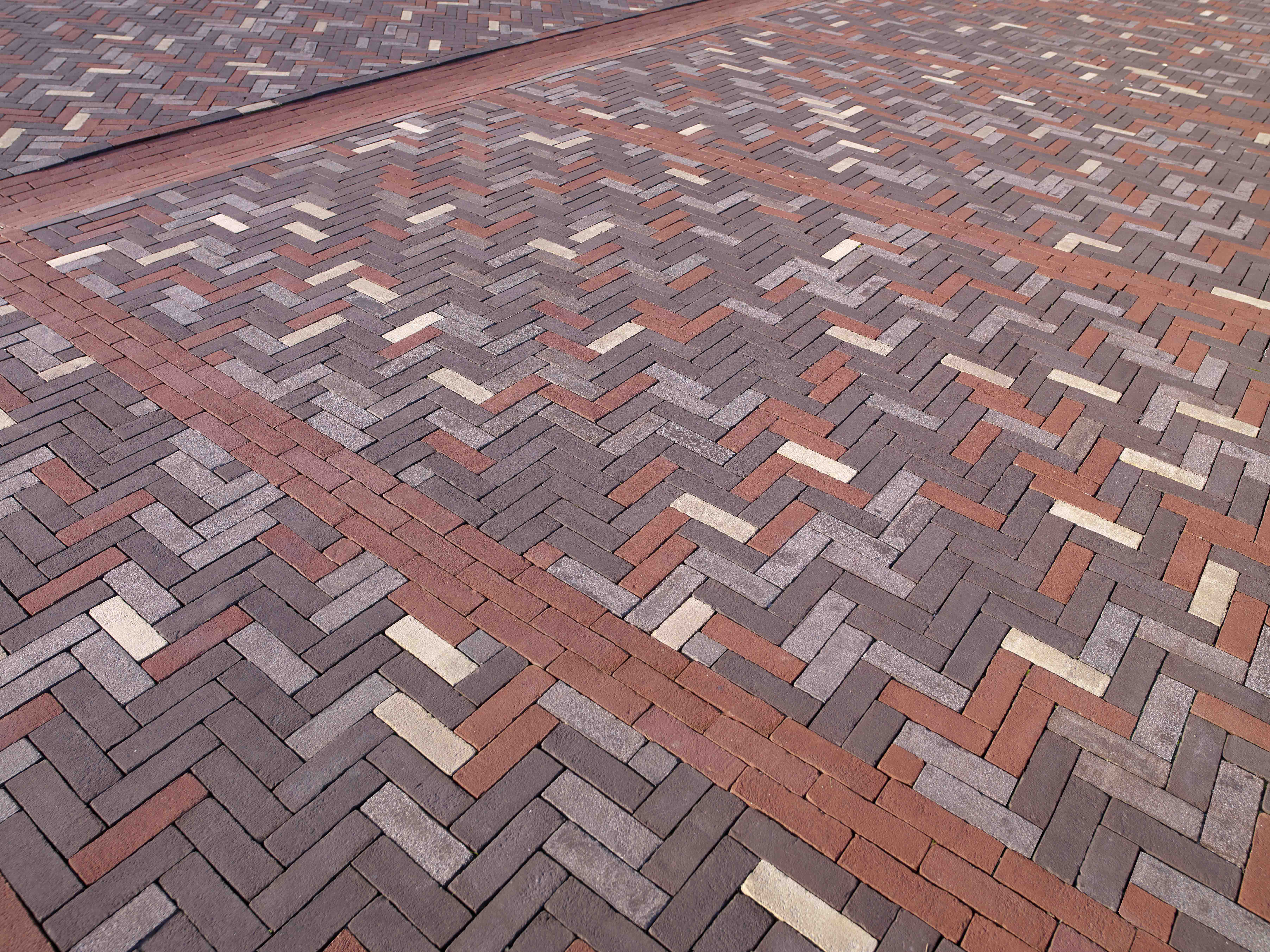
Straatbaksteen

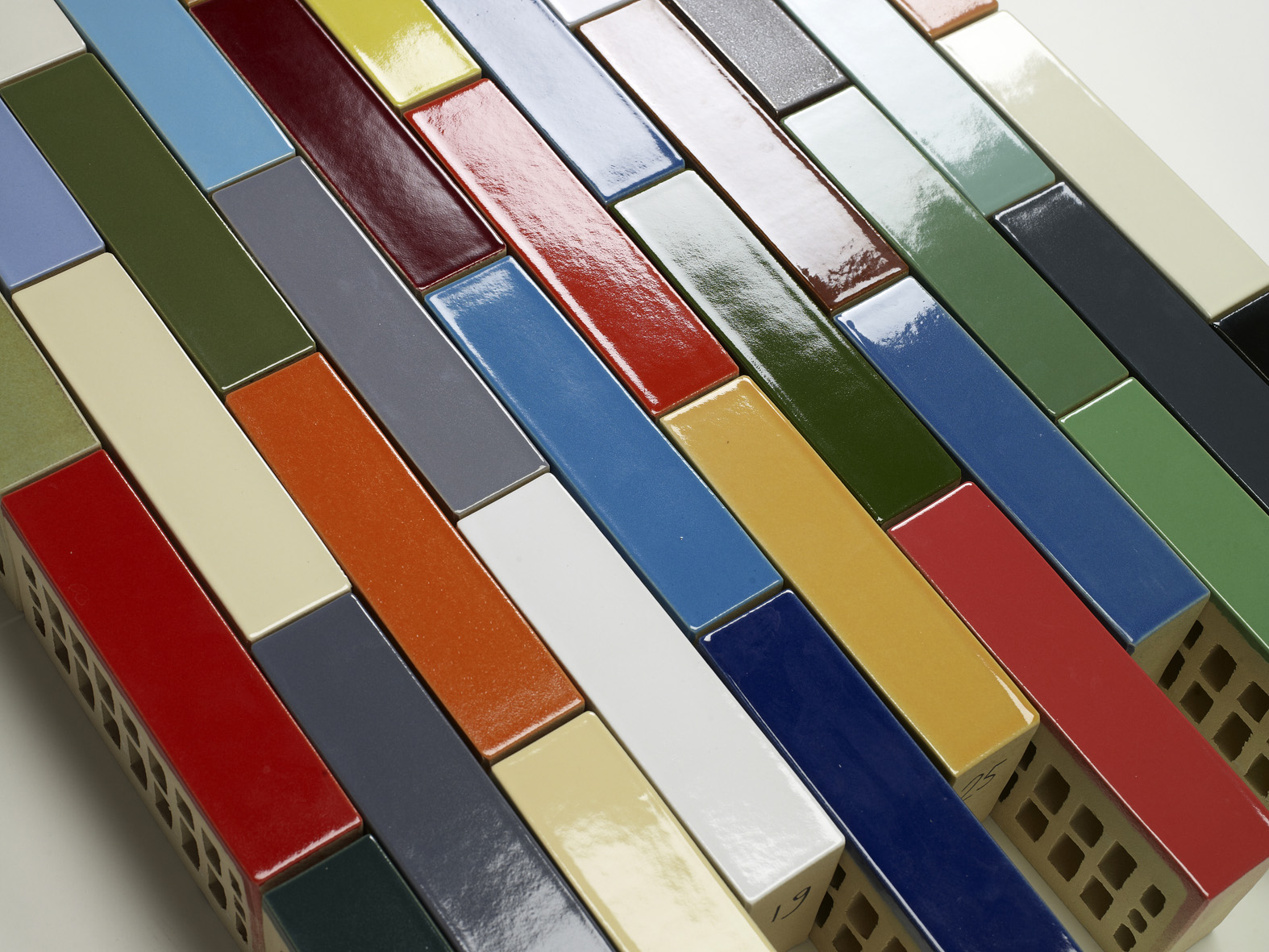
Geglazuurde bakstenen

Tijdens het bakken krijgt de baksteen de gewenste kleur. Mogelijkheden tot beïnvloeding: 
- door de kleisamenstelling te variëren. Zo bakt ijzerhoudende klei rood en kalkhoudende klei geel;

- met de baktemperatuur. Hoe paarser de kleur, des te hoger de temperatuur is geweest bij ijzerhoudende klei;
- door het toevoegen van kalk (mergel) aan ijzerhoudende klei: dat geeft gelere (oranje) steen;
- door engoberen. De vormeling wordt met een dunne kleipap (engobe) bespoten, waaraan kleurende oxiden kunnen zijn toegevoegd; Verpakken van Hulo-pakketten en het engoberen hebben altijd betrekking op zichtvlakken;
- door glazuren van de steen. De glazuurvormende pap wordt op de vormelingen of op de al gebakken steen aangebracht en vervolgens (nogmaals) gebakken.
- door oxiderend stoken. Bij oxiderend stoken wordt voldoende lucht (zuurstof) in de oven gelaten. De in de klei aanwezige ijzeroxides kleuren de producten rood of er ontstaan juist andere kleuren indien het kleimengsel meer componenten kent;

- door reducerend stoken. Hierbij wordt in de oven de zuurstoftoevoer tijdelijk verminderd (gesmoord) waardoor de brandstof de voor de hoge temperatuur nodige zuurstof uit het kleimengsel haalt. Plaatselijk ontstaat op de baksteen een andere kleur.
- Nadat de baksteen is gemaakt kan deze ook nog worden getrommeld. De nieuw gebakken stenen botsen in een draaiende trommel tegen elkaar met afgebroken hoekjes en randen tot gevolg. De stenen krijgen daardoor een 'doorleefd' uiterlijk met landelijke uitstraling.

## Kwaliteit
Afhankelijk van de plaats in de oven onderscheidde men vroeger vier hardheden namelijk: klinkers, hardgrauw, boerengrauw en rood. Klinkers zijn de hardste en ook de kleinste, omdat ze aan de hoogste temperaturen zijn blootgesteld. Klinkers nemen weinig vocht op en zijn daarom geschikt voor het trasraam of bestrating. Rood is de zachtste steen en is bijvoorbeeld goed geschikt voor binnenwanden. Rood is verdrongen door de niet gebakken kunststeen kalkzandsteen, gipsblokken en speciaal ontwikkelde binnenmuurstenen onder andere van klei en toeslagstoffen. Stenen gebakken bij de mond van het vuurkanaal zijn kromgetrokken en gesinterd en worden mondstenen genoemd.
Bovengenoemde benamingen zijn niet meer in gebruik, er wordt gesproken van binnenmuursteen, gevelsteen en hogedruksteen. Een en ander is vastgelegd in de Europese productnorm NEN-EN 772 ten behoeve van de CE markering. Gebakken kunststeen, ook gevelsteen en straatsteen bevatten geen uitloogbare stoffen die milieuverontreinigend zijn. Belangrijke eigenschappen die onder andere bij CE-markering worden vastgelegd zijn de mate van vorstbestendigheid (NEN-EN 772-22), de mate van wateropzuiging (NEN-EN 772-7), toegestane maatafwijkingen (NEN-EN 772-16) en de druksterkte (NEN-EN 772-1). Baksteen wordt in de praktijk vooral gekozen op basis van de gewenste kleur, structuur, textuur en afmetingen. De informatie uit de CE-markering wordt daarbij gebruikt om te controleren of de minimale technische eigenschappen voldoen aan de eisen die de beoogde toepassing vraagt.

## Afmetingen van metselbaksteen
Baksteen is een grof keramisch product. Kleisamenstelling in combinatie met de wijze van productie (zoals de oventemperatuur) is van invloed op kleur en maatvastheid van het eindproduct. Dit betekent dat stenen onderling een andere maat kunnen hebben en de verschillen tussen productiecharges aanzienlijk kunnen zijn. In Nederland zijn in NEN-EN 771-1 klassen voor toegestane maattoleranties voor lengte, breedte en dikte vastgelegd. Een bijzonder formaat is de smalle baksteen, die een breedte heeft van 75 tot 65 mm in plaats van de gebruikelijke 100 mm. In België zijn smalle baksteengevels veelvoorkomend. Met behulp van de maatklasse en de maatspreiding is tot een goede lengte maatvoering van muren en gebouwen te komen. De lange zijde van een baksteen wordt 'strek' genoemd, de korte kant 'kop'. Boven- en onderkant heten 'platte kant'. Smalle en ‘volle’ bakstenen zijn verschillend in afmeting maar vergelijkbaar in uiterlijk en functionaliteit. 
Baksteen wordt al eeuwenlang gebruikt. Het is bekend welke soorten en formaten er in verschillende periodes gebruikt werden. In de archeologie en de bouwhistorie wordt daar gebruik van gemaakt om een bouwwerk en eventuele latere aanpassingen te dateren.
De lijst van baksteenformaten biedt tabellen met de afmeting per type baksteen uit België en Nederland.